# Odwrotna interpolacja kwadratowa
W analizie numerycznej, odwrotna interpolacja kwadratowa – metodą znajdowania pierwiastków, to znaczy jest algorytmem rozwiązywania równań postaci {\displaystyle f(x)=0.} Pomysłem jest użycie interpolacji kwadratowej do aproksymacji funkcji odwrotnej do {\displaystyle f.} Ten algorytm jest rzadko używany samodzielnie, ale jest ważny ponieważ stanowi część popularnej metody Brenta.

## Metoda
Algorytm odwrotnej interpolacji kwadratowej jest definiowany przez równanie rekurencyjne
{\displaystyle {\begin{aligned}x_{n+1}&={\frac {f_{n-1}f_{n}}{(f_{n-2}-f_{n-1})(f_{n-2}-f_{n})}}x_{n-2}\\[1ex]&+{\frac {f_{n-2}f_{n}}{(f_{n-1}-f_{n-2})(f_{n-1}-f_{n})}}x_{n-1}\\[1ex]&+{\frac {f_{n-2}f_{n-1}}{(f_{n}-f_{n-2})(f_{n}-f_{n-1})}}x_{n},\end{aligned}}}
gdzie {\displaystyle f_{k}=f(x_{k}).} Jak można zauważyć z zależności rekurencyjnej, ta metoda wymaga trzech początkowych wartości: {\displaystyle x_{0},} {\displaystyle x_{1}} i {\displaystyle x_{2}.}

## Opis metody
Używamy trzech poprzedzających iteracji {\displaystyle x_{n-2},} {\displaystyle x_{n-1}} i {\displaystyle x_{n}} z ich trzema wartościami funkcji {\displaystyle f_{n-2},} {\displaystyle f_{n-1}} i {\displaystyle f_{n}.} Stosując wzór interpolacji Lagrange’a do kwadratowej interpolacji odwrotności {\displaystyle f,} otrzymamy
{\displaystyle {\begin{aligned}f^{-1}(y)&={\frac {(y-f_{n-1})(y-f_{n})}{(f_{n-2}-f_{n-1})(f_{n-2}-f_{n})}}x_{n-2}\\[1ex]&+{\frac {(y-f_{n-2})(y-f_{n})}{(f_{n-1}-f_{n-2})(f_{n-1}-f_{n})}}x_{n-1}\\[1ex]&+{\frac {(y-f_{n-2})(y-f_{n-1})}{(f_{n}-f_{n-2})(f_{n}-f_{n-1})}}x_{n}.\end{aligned}}}
Patrzymy na pierwiastek {\displaystyle f,} podstawiając {\displaystyle y=f(x)=0} w powyższym równaniu i jego rezultatach w powyższej formule rekurencyjnej.

## Zachowanie
Asymptotyczne zachowanie jest bardzo dobre: ogólnie, iteracje {\displaystyle x_{n}} zbiegają szybko do pierwiastka gdy się do niego zbliżymy. Jakkolwiek wydajność jest często całkiem zła jeśli nie wystartujemy blisko rzeczywistego pierwiastka. Na przykład jeśli przez przypadek dwie z wartości funkcji {\displaystyle f_{n-2},} {\displaystyle f_{n-1}} i {\displaystyle f_{n}} pokrywają się, algorytm zawodzi całkowicie. Zatem odwrotna interpolacja kwadratowa jest rzadko używana jako algorytm samodzielny.
Rząd zbieżności jest około 1,8 jak można udowodnić przez analizę metody siecznych.

## Porównanie z innymi metodami znajdowania pierwiastków
Jak wspomniano na wstępie, odwrotna interpolacja kwadratowa jest stosowana w metodzie Brenta.
Odwrotna interpolacja kwadratowa jest również blisko związana z innymi metodami szukania pierwiastków.
Używając interpolacji liniowej zamiast kwadratowej, dostajemy metodę siecznych. Interpolując {\displaystyle f} zamiast odwrotności {\displaystyle f,} dostajemy metodę Mullera.